# Lycée Louis-Thuillier
Le lycée Louis-Thuillier est un établissement public local d'enseignement offrant des classes secondaires et post-bac situé à Amiens (Somme). C’est le plus important lycée de classe préparatoire aux grandes écoles (CPGE) de l'Académie d'Amiens (Picardie).

## Histoire
La création d’un lycée à Amiens est décidée en 1803 par le Premier Consul. L’emplacement choisi, dans l’ancienne abbaye de Saint-Jean, ne voit arriver les premiers élèves qu’en 1806. On y enseigne alors les langues anciennes, la rhétorique, la morale, les sciences mathématiques et physiques mais aussi les exercices militaires, le dessin et les arts d'agrément. À la chute de l’empire, l’établissement prend le nom de Collège royal, puis de Lycée national après 1848, date à laquelle les classes préparatoires font leur apparition. Pendant la guerre de 1870, les dortoirs sont transformés en hôpital militaire.
Cependant, les anciens locaux, détruits en 1940 comme une grande partie de la ville, ne conviennent plus pour accueillir des élèves de plus en plus nombreux. La décision est prise : le lycée déménage au sud d'Amiens, au cœur d'un complexe novateur de cité scolaire qui regroupe aujourd'hui trois lycées (les lycées Louis-Thuillier, Édouard-Gand et Édouard-Branly). Seul vestige de l'ancien établissement : une colonne en pierre dressée au cœur des espaces verts de 37 hectares. Les architectes, Pierre et André Dufau, Marcel Gogois et Pierre Herdebaut, voulaient offrir aux étudiants un cadre d'enseignement calme et agréable, en dispersant les bâtiments autour de jardins (qui comportent encore aujourd'hui un certain nombre d'essences rares) et d'espaces sportifs. Parmi d'autres sculptures dispersées dans la Cité scolaire représentant des scènes mythologiques, une statue monumentale de Prométhée siège au sommet du bâtiment principal ; elle est maintenant l'un des symboles de l'établissement. La première rentrée dans les nouveaux locaux eut lieu le 1er octobre 1953 pour 1 200 lycéens, nombre qui triplera en dix ans pour atteindre son maximum en 1962. Le lycée dispose d'un internat important, il accueille des élèves de toute l'académie.
En 1976, le lycée d’État mixte n’a toujours pas de nom. Son conseil d’administration, dans sa séance du 15 juin, décide alors de lui donner celui d’un ancien élève, Louis Thuillier, qui s’était illustré dans la deuxième moitié du XIXe siècle par ses travaux sur la rage, la fièvre typhoïde des chevaux et le microbe du rouget des porcs, avant de mourir du choléra à l’âge de 26 ans, lors d’une mission en Égypte. En 1906, un médaillon le représentant avait déjà été installé au lycée.
Dans les années 2000, la vétusté des bâtiments amène le Conseil régional à considérer un projet ambitieux de rénovation. Les travaux réorganisent complètement l'espace du lycée Thuillier, qui se resserre autour des bâtiments centraux A et B. Un bâtiment administratif comportant un grand amphithéâtre est ajouté ainsi qu'un tout nouveau bâtiment scientifique, le tout refermant le lycée autour d'une cour végétalisée.

## Classements

### Le lycée
En 2015, le lycée se classe 4e sur 22 au niveau départemental quant à la qualité d'enseignement, et 1493e au niveau national. Le classement s'établit sur trois critères : le taux de réussite au bac, la proportion d'élèves de première qui obtient le baccalauréat en ayant fait les deux dernières années de leur scolarité dans l'établissement, et la valeur ajoutée (calculée à partir de l'origine sociale des élèves, de leur âge et de leurs résultats au diplôme national du brevet).

### Les classes préparatoires aux grandes écoles
Le lycée abrite 700 élèves dans des CPGE littéraires (Khâgnes LSH), économiques et commerciales (ECS), et scientifiques (MP, PC, PSI, BCPST , TSI).
Le classement national des classes préparatoires aux grandes écoles (CPGE) se fait en fonction du taux d'admission des élèves dans les grandes écoles.
En 2015, L'Étudiant donnait le classement suivant pour les concours de 2014 :
| Filière | Élèves admis dans une grande école* | Taux d'admission* | Taux moyen sur 5 ans | Classement national | Évolution sur un an |
| --- | ----------------------------------- | ----------------- | -------------------- | ------------------- | ------------------- |
| ECS | 0 / 16 élèves                       | 0 %               | 0 %                  | 95eex-æquo sur 95   | =                   |
| Khâgne LSH | 0 / 46 élèves                       | 0 %               | 0 %                  | 73eex-æquo sur 73   | =                   |
| MP / MP* | 1 / 57 élèves                       | 2 %               | 1 %                  | 63e sur 114         | 6                   |
| PC / PC* | 0 / 47 élèves                       | 0 %               | 2 %                  | 110eex-æquo sur 110 | 69                  |
| PSI / PSI* | 1 / 27 élèves                       | 4 %               | 1 %                  | 68e sur 120         | 52                  |
| BCPST | 21 / 91 élèves                      | 23 %              | 26 %                 | 40e sur 53          | 8                   |
| Source : Classement 2015 des prépas - L'Étudiant (Concours de 2014). * le taux d'admission dépend des grandes écoles retenues par l'étude. En filières ECE et ECS, ce sont HEC, ESSEC, et l'ESCP. Pour les khâgnes, ce sont l'ENSAE, l'ENC, les 3 ENS, et 5 écoles de commerce (HEC, ESSEC, ESCP, EM Lyon et EDHEC). En filières scientifiques, ce sont un panier de 11 à 17 écoles d'ingénieurs qui ont été retenus selon la filière (MP, PC, PSI, PT ou BCPST). Ces quelques écoles ne représentent qu'une infime partie des écoles que peuvent intégrer les élèves de CPGE. A titre d'exemple, il y a plus de 150 écoles qui recrutent en PC, MP et PSI. |                                     |                   |                      |                     |                     |

## Anciens élèves
L'école a abrité plusieurs personnalités :
- Louis Thuillier, physicien et biologiste
- Jean-Pierre Pernaut, présentateur du journal télévisé de TF1.
- Geneviève Fioraso, Ministre de l'Enseignement Supérieur et de la Recherche a été élève en hypokhâgne au lycée Louis Thuillier
- René de Obaldia, poète, romancier et dramaturge. Membre de l'Académie française.
- Sylvain Cambreling, chef d'orchestre.
- Christian Manable, président du Conseil général de la Somme
- Alain Gest, député de la Somme, président de la Communauté d'agglomération d'Amiens Métropole
- Gilles Demailly, ancien maire d'Amiens, ancien président de la Communauté d'agglomération d'Amiens Métropole, ancien président de l'Université de Picardie
- Gérard Larcher, président du Sénat français et sénateur des Yvelines, ministre délégué aux Relations du Travail, ministre délégué à l'Emploi, au Travail et à l'Insertion professionnelle des jeunes.
- Philippe Thirault, écrivain.
- Liêm Hoang-Ngoc, écrivain et homme politique

## Anciens professeurs
- Yvon Bourrel, compositeur
- Jean Cavaillès, philosophe
- Gilles Deleuze, philosophe
- Paul Mouy, philosophe (professeur au lycée d'Amiens de 1927 à 1930)
- Jacques Le Goff, historien médiéviste